# 圣贾科莫镇
圣贾科莫镇（義大利語：Borgo San Giacomo）是意大利布雷西亚省的一个市镇。总面积29平方公里，人口5493人，人口密度189.4人/平方公里（2009年）。国家统计（ISTAT）代码为017020。